# Немања Билбија
Немања Билбија (Бања Лука, 2. новембар 1990) је босанскохерцеговачки фудбалер. Игра на позицији нападача, а тренутно наступа за мостарски Зрињски.

## Клупска каријера
Билбија је поникао у бањалучком Борцу за чији први тим је дебитовао са непуних 17 година на утакмици Купа Републике Српске против Слободе из Новог Града када је постигао хет-трик. Касније је постигао још један гол у Купу РС против Леотара, након чега је тадашњи тренер Борца Владо Јагодић почео да му даје прилику и у Премијер лиги БХ где је Билбија први гол постигао против Орашја у другом делу сезоне 2008/09.
У јануару 2010. је потписао четворогодишњи уговор са новосадском Војводином. У екипи Војводине није успео да се избори за статус стандардног првотимца. Два пута је ишао на позајмице у матични Борац, а у августу 2013. је раскинуо уговор са новосадским клубом.
Крајем августа 2013. потписује двогодишњи уговор са Сарајевом. Због административних препрека није имао право да наступа за Сарајево у првом делу сезоне 2013/14, па је заиграо тек од другог дела сезоне. Билбија је са екипом Сарајева освојио једну титулу првака државе и један куп. Играч сарајевског клуба је био до краја сезоне 2014/15. а наступио је у свим такмичењима на укупно 43 утакмице, при томе постигавши 10 голова, од којих треба истаћи голове у Атини против грчког Атромитоса, којим се Сарајево пласирало у плеј-оф Лиге Европе, затим голове у полуфиналу и финалу Купа Босне и Херцеговине против Зрињског и Челика у сезони 2013/14, те последњи гол у такмичарској сезони 2014/15, на Кошеву, против тузланске Слободе, који је оверио победу Сарајева резултатом 3:1 и освајање титуле првака државе.
У јулу 2015. је потписао двогодишњи уговор са хрватским прволигашем Сплитом. У екипи Сплита је провео само једну полусезону током које је наступио на укупно девет утакмица, без постигнутог гола.
У фебруару 2016. је потписао уговор са Зрињским. У екипи из Мостара је провео наредне три године, током којих је освојио три узастопне титуле првака Босне и Херцеговине. Билбија је у дресу Зрињског одиграо у свим такмичењима тачно 100 утакмица и постигао 44 поготка. Почетком 2019. одлази у Јужну Кореју и потписује за Гангвон. У децембру исте године се враћа у Зрињски.
Дана 23. октобра 2021. године, постигао је победнички гол у првенственом мечу против Сарајева. Био је то 76 гол који је Билбија постигао за Зрињски, чиме је постао најбољи стрелац у историји клуба.
Немања Билбија је у септембру 2022. године постао најбољи стрелац Премијер лиге Босне и Херцеговине, престигавши Вагнера Сантос Лага, легендарног фудбалера Широког Бријега.
Проглашен је за најбољег спортисту Мостара 2023. године.

## Репрезентација
Билбија је 2009. дебитовао за репрезентацију Босне и Херцеговине до 21 године. У мају 2010, постављен је за капитена младе репрезентације. У дресу младе селекције БиХ је одиграо 22 утакмица и постигао девет голова.
Први позив за сениорску репрезентацију Босне и Херцеговине је добио у августу 2017. од селектора Мехмеда Баждаревића који га је уврстио на списак играча за квалификационе утакмице за СП 2018. против Кипра и Гибралтара. Ипак тада није добио прилику да дебитује, а свој први наступ у дресу сениорске репрезентације БиХ је забележио код селектора Роберта Просинечког у јануару 2018. на пријатељској утакмици против САД.

## Приватни живот
Немања је син Милорада Билбије, некадашњег дефанзивца који је одиграо већи део утакмица у својој каријери за Борац.

## Трофеји

### Сарајево
- Првенство Босне и Херцеговине (1) : 2014/15.
- Куп Босне и Херцеговине (1) : 2013/14.

### Зрињски
- Првенство Босне и Херцеговине (6) : 2015/16, 2016/17, 2017/18, 2021/22, 2022/23, 2024/25.
- Куп Босне и Херцеговине (2) : 2022/23, 2023/24.
- Суперкуп Босне и Херцеговине (1) : 2024.